# Kuczora Csenge
Kuczora Csenge (Budapest, 2000. január 26. –) junior Európa-bajnok, felnőtt Európa-bajnoki bronzérmes magyar válogatott kézilabdázó, irányító-balátlövő, a Thüringer HC és a magyar női kézilabda válogatott játékosa.

## Pályafutása

### Klubcsapatokban
Kuczora Csenge a Vasas csapatában nevelkedett, és mutatkozott be a magyar élvonalban. A 2017–2018-as idényben csapata kiesett az élvonalból, de a bajnokság során 97 gólt szerző játékost szerződtette a Váci NKSE, miután több mérkőzésen is csapat legjobbjaként hívta fel magára a figyelmet. 2018 októberében a Győri Audi ETO elleni bajnokin súlyos sérülést szenvedett, térdszalagszakadás miatt féléves kihagyás várt rá. 2019 nyarán tért vissza a váci csapatba, ahol az őszi szezon során fokozatosan játékba lendült, azonban a bajnokságot a koronavírus miatt félbe szakították. 2020/2021-es szezon elején újabb térdsérülést szenvedett, ami miatt összesen csak 9 tétmeccset játszott az NB1-ben. 2021/2022-es szezonban visszatért és csapata egyik legjobbjaként a váci csapattal 4. helyen végeztek a bajnokságban. Bemutatkozott az Európa Liga csoportkörben. A Magyar Nemzeti Bajnokság 2021/2022-es szezonjának gólkirálynője lett 190 góllal. Az azt követő idényben újból ő lett az élvonal legeredményesebb játékosa, ezúttal 203 találattal. 2024 nyarán a német bajnokság bronzérmeséhez, a Thüringer HC-hoz igazolt, amellyel első szezonjában Európa-ligát nyert. A dán Ikast ellen 34–32-re megnyert döntőben öt gólt szerzett.

### A válogatottban
2017-ben tagja volt a Győrben rendezett EYOF-on aranyérmes csapatnak és a szlovákiai korosztályos kontinenstornán bronzérmes válogatottnak is.  A súlyos térdsérüléséből való visszatérése a 2019 nyarán Győrben megrendezett junior Európa Bajnokságon történt meg. A tornát vezérletével megnyerte Magyarország. Beválasztották a torna álomcsapatába, mint az Európa Bajnokság legjobb védője.
2021-es őszi teljesítményének köszönhetően Golovin Vlagyimir, a magyar kézilabda válogatott szövetségi kapitánya meghívta a felnőtt kézilabda válogatottba. Első tétmeccsét a felnőtt válogatottban a Spanyolország elleni Európa Bajnokság selejtezőjében játszotta Tatabányán, melyen összesen 2 gólt szerzett. Első világversenye a 2022-es szlovén-montenegrói-észak-macedón közös rendezésű Európa Bajnokság volt, amin 6 meccs alatt 19 gólt szerzett. Tagja volt a 2024-es párizsi olimpián 6. helyezett magyar csapatnak. A decemberi Európa-bajnokságon a magyar válogatott 12 év után újból bronzérmet szerzett a kontinenstornán, amelynek ő is tagja volt.

## Sikerei, díjai

### Klub
- EHF-Európa-liga
  - győztes: 2025

### Válogatott
- Junior Európa-bajnokság:
  -  Arany: 2019
- Európai Ifjúsági Olimpiai Fesztivál:
  -  Arany: 2017
- Ifjúsági világbajnokság:
  -  Ezüst: 2018
- U17-es Európa-bajnokság:
  -  Bronz: 2017

### Egyéni díjai
- 2019-es Junior Európa-Bajnokság All Star csapatának legjobb védője
- 2021/2022-es Magyar Nemzeti Bajnokság gólkirálynője
- 2022/2023-as Magyar Nemzeti Bajnokság gólkirálynője